# Menhir d'Eilsleben
Le menhir d'Eilsleben (en allemand : menhir von Eilsleben), connu également sous les noms de « Langer Stein » (« Longue Pierre ») et de « Irminsäule » (« Irminsul »), est un mégalithe datant du Néolithique situé près de la commune d'Eilsleben, en Saxe-Anhalt (Allemagne).

## Situation
Le menhir est situé à une trentaine de kilomètres à l'ouest de Magdebourg, à proximité de la rue principale L103 (Hauptstraße L103) reliant Eilsleben à Ovelgünne, un quartier (Ortsteil) d'Eilsleben.

## Description
Il s'agit d'un monolithe de grès mesurant 1,90 m de haut pour 0,50 m de large ; il est enfoncé dans le sol sur environ 0,40 m de profondeur.
Il est daté de 3 500 à 2 800 av. J.-C..

## Histoire
Le menhir a été déplacé de son emplacement d'origine qui se trouvait à environ 150 m plus loin, à un ancien carrefour.